# 키요즈키 테루
키요즈키 테루(일본어: 清月 輝 きよづき てる[*], 1947년 9월 23일 - 1970년 8월 12일)는 과거 다카라즈카 가극단 하나구미에 재적했던 다카라젠느 (남여 둘다맡음ㆍ53기생)이다. 본명은 코시카와 나가코 (越川長子), 후술하는 항공기 재난으로 재단 중 사망하였다.

## 약력ㆍ인물
와카야마현 출신이다. 1964년에 와카야마현립세이린고등학교 1학년 때 자퇴하고, 다카라즈카 음악학교에 입학하여 레슨에 힘썼다.
1967년 3월에 음악학교를 졸업하고, 그대로 다카라즈카 가극단 53기생으로 다카라즈카 가극단에 입단하였다. 호시구미 공연 『세계는 하나』로 초무대를 밟았다. 입단 당시 성적은 54명 중 24번이었고, 1967년 12월 9일자로 하나구미에 배속되었다.
처음에는 남역으로 출연이 많았지만, 원래 차분하고 상냥하며 단아한 성격으로, 몸매가 좋고 미모도 아름다워, 1968년 11월 이케다은행 (현 이케다센슈은행)의 초대 이미지걸로 선정되면서 지명도와 인기가 급상승해갔다. 또, 일본무용, 댄스, 연기 능력도 매우 높아 주위의 평가를 받아 1969년 5월 다카라즈카 대극장에서 열린 『종달요시치(鐘つき与七)』에서 입단 3년차만에 이례적인 주연 (여역의 오사요)으로 발탁돼 두 역을 소화할 수 있는 53기생 하나구미의 희망으로서 앞으로의 활약이 기대됐다.
그러나, 이듬해인 1970년 8월 12일, 여름휴가를 내고 혼자 대만 여행을 떠났다가, 일본으로 귀국하기 위해 화롄에서 타이베이로 가던 비행기가 타이베이 쑹산공항 근처에서 추락사고 (중화항공 206편 추락사고)를 일으켜 사고에 휘말려 향년 22세의 나이로 사망하였다.

## 사망 후
시신은 현지에서 화장되었으며, 유해는 8월 17일 오사카국제공항에 도착했다. 다카라즈카를 한 바퀴 돈 후에, 고향 와카야마의 친정으로 돌아와 무언의 귀가를 했다. 이후 8월 20일, 영결식이 열렸으며 다카라즈카 가극단 53기생을 중심으로 하는 다수의 다카라젠느, 직원, 음악학교 학생들이 참석했다. 기대받는 별이었던 키요즈키의 사망은 누구에게나 깊은 아쉬움을 남겼고, 그 무참히 사망한 모습에 유족도 참석자 모두 깊이 탄식해 마지막까지 눈물과 오열이 끊이지 않았다고 한다. 